# Johann Ernst Immanuel Walch
Johann Ernst Immanuel Walch (1725 - 1778) was een Duitse wetenschapper, theoloog en natuuronderzoeker uit Jena.

## Leven en werk
Walch was een zoon van theologieprofessor Johann Georg Walch en diens vrouw Charlotte Katharina Buddeus, dochter van de geschiedkundige Buddeus. Na onderricht te hebben gehad van privéleraren en van zijn vader, studeerde hij Semitische talen, natuurwetenschappen en wiskunde aan de Universiteit Jena.  Hij verkreeg op 18 december 1745 de academische graad van 'Magister der Philosophie'. Daarna gaf hij lezingen en colleges; in 1747 ondernam hij samen met zijn broer Christian een Grand tour.
Deze bracht hen eerst langs een aantal Duitse steden, daarna volgden Nederland, Frankrijk, Zwitserland en Italië. Ze bezochten onder andere een aantal scholen en universiteiten en keerden in 1748 weer terug naar Jena. In 1750 werd hij buitengewoon hoogleraar in de Filosofie, in 1754 gewoon hoogleraar Logica en Metafysica, in 1759 in de retoriek en dichtkunst. Ook was hij organisatorisch actief bij de Universiteit Jena. Enkele perioden was hij decaan van de filosofische faculteit en in de zomersemesters van 1760 en 1770 was hij tijdelijk rector. In 1770 verkreeg hij de titel Hofraad van Saksen-Weimar.
In 1752 bracht hij het tot directeur van het Latijns Genootschap in Jena, gaf het tijdschrift Der Naturforscher (1774-1778) uit en van 1749 tot 1756 was hij mede-uitgever van Zeitungen von gelehrten Sachen. Daarnaast was hij lid van het Koninklijk Pruisisch Genootschap voor wetenschappen in Frankfurt aan de Oder, het Koninklijk Noors Genootschap in Trondheim, het Academisch Genootschap in Rome, het Duits Genootschap voor Wetenschappen in Jena, het Genootschap van natuuronderzoekers in Berlijn en dat in Danzig.
Reeds in 1771 gebruikte hij de aanduiding Trilobiet in zijn geologische artikelen, wat pas in het begin van de 19e eeuw in de wetenschap gebruikelijker werd. (J.E.I. Walch: Die Naturgeschichte der Versteinerungen zur Erläuterung der Knorrischen Sammlung von Merkwürdigkeiten der Natur. Nürnberg 1771). Zijn geologische en fossielenverzameling is nog steeds aanwezig in de geologische verzameling van de Universiteit Jena.
Walch trouwde op 27 december 1753 met Wilhelmina Fides Friederika Hallbauer (* 21 oktober 1732, Jena; † 26 juni 1805, Jena), de enige dochter van professor in de Theologie Friedrich Andreas Hallbauer. Het huwelijk bleef kinderloos.
Het fossiele coniferengeslacht Walchia is door Caspar Maria von Sternberg naar hem vernoemd.

## Publicaties
Walch heeft een groot aantal publicaties op zijn naam staan. De meeste zijn in het Latijn, daarnaast enkele Duitstalige:
- Kurze Einleitung in die Geschichte der Evangelisten. Jena 1748.
- Das Steinreich, systematisch entworfen. Mit Kupfern. Halle 1762, Halle 1769; 2. Bd. Halle 1764.[2]
- Die Naturgeschichte der Versteinerungen zur Erläuterung der Knorrischen Sammlung von Merkwürdigkeiten der Natur. 1771.
- Der Naturforscher. Halle 1774–1779, 1–13 Stück.[3]
- Leben und Charakter des wohlsel. Kirchenraths, D. Joh. Georg Walch u. s. w. Jena 1777.

- Bibsys: 99038480
- Bibliothèque nationale de France: cb16171224d (data)
- Stuttgart Database of Scientific Illustrators 1450–1950: 10436
- Gemeinsame Normdatei: 10079145X
- International Standard Name Identifier: 0000 0000 8015 2493
- Library of Congress Control Number: no92033398
- Nationale Bibliotheek van Tsjechië: ola2006340213
- Nederlandse Thesaurus van Auteursnamen: 071029486
- Système universitaire de documentation: 127185828
- Museum of New Zealand Te Papa Tongarewa: 70415
- Virtual International Authority File: 17577129
- WorldCat: E39PBJjXmXJ8vbpyMgHxVT9FKd